# Pogonotium divaricatum
Pogonotium divaricatum là loài thực vật có hoa thuộc họ Arecaceae. Loài này được J.Dransf. miêu tả khoa học đầu tiên năm 1980.